# Étivey
Étivey ist eine französische Gemeinde mit 186 Einwohnern (Stand: 1. Januar 2022) im Département Yonne in der Region Bourgogne-Franche-Comté (vor 2016 Bourgogne) im Osten Frankreichs. Die Gemeinde gehört zum Arrondissement Avallon und zum Kanton Chablis (bis 2015 Noyers). Die Einwohner werden Étivéens genannt.

## Geografie
Étivey liegt etwa 55 Kilometer ostsüdöstlich von Auxerre. Umgeben wird Étivey von den Nachbargemeinden Villiers-le-Hautes im Norden, Nuits im Nordosten, Perrigny-sur-Armançon im Osten, Aisy-sur-Armançon im Osten und Südosten, Bierry-les-Belles-Fontaines im Süden, Châtel-Gérard im Südwesten, Sarry im Westen sowie Pasilly im Nordwesten.

## Einwohnerentwicklung
| Jahr                      | 1962 | 1968 | 1975 | 1982 | 1990 | 1999 | 2006 | 2013 |
| ------------------------- | ---- | ---- | ---- | ---- | ---- | ---- | ---- | ---- |
| Einwohner                 | 320  | 299  | 270  | 240  | 229  | 222  | 234  | 206  |
| Quelle: Cassini und INSEE |      |      |      |      |      |      |      |      |

## Sehenswürdigkeiten
- Kirche Saint-Phai aus dem 13. Jahrhundert